# 小行星6151
小行星6151（英語：6151 Viget）是一颗围绕太阳公转的小行星。1987年11月19日，愛德華·鮑威爾在可可尼诺县发现了此天体。
这颗小行星的绝对星等为64.64680501696964等。